# مارتن ديني
مارتن ديني (بالإنجليزية: Martin Denny)‏ هو عازف بيانو أمريكي، ولد في 10 أبريل 1911 في نيويورك في الولايات المتحدة، وتوفي في 2 مارس 2005 في هونولولو في الولايات المتحدة بسبب مرض.

## وصلات خارجية
- مارتن ديني على موقع IMDb (الإنجليزية)
- مارتن ديني على موقع ميوزك برينز (الإنجليزية)
- مارتن ديني على موقع إن إن دي بي (الإنجليزية)
- مارتن ديني على موقع أول ميوزيك (الإنجليزية)
- مارتن ديني على موقع ديسكوغز (الإنجليزية)